# Paolo Ruffini (nhà báo)
Paolo Ruffini (sinh ngày 4 tháng 10 năm 1956) là một nhà báo người Ý. Ông nguyên là Giám đốc đài truyền hình TV2000 của Hội đồng Giám mục Ý. Vào tháng bảy năm 2018, nhà báo  Paolo Ruffini đã được Giáo hoàng Phanxicô bổ nhiệm làm Bộ trưởng Bộ Truyền thông của Vatican, việc bổ nhiệm này là chưa từng có tiền lệ vì đây là lần đầu tiên một giáo dân được bổ nhiệm làm Bộ trưởng tại Tòa Thánh.

## Cuộc đời
Paolo Ruffini sinh ngày 04 tháng 10 năm 1956 tại Palermo, thủ phủ của vùng tự trị Sicilia và tỉnh Palermo miền nam nước Ý. Ông tốt nghiệp khoa luật tại Đại học La Sapienza của Roma. Từ năm 1979, Paolo Ruffini bắt đầu làm báo, ông làm việc cho báo Il Mattino ở Napoli, Il Messaggero ở Roma. Sau đó ông làm việc tại đài phát thanh Rai, trước khi chuyển sang làm tại đài truyền hình Rai3, La 7. Từ năm 2014, Paolo Ruffini làm giám đốc đài TV2000, một đài truyền hình trực thuộc sự quản lý của của Hội đồng Giám mục Ý.
Ngày 05 tháng 7 năm 2018, giám đốc đài TV2000 Paolo Ruffini đã được Giáo hoàng Phanxicô bổ nhiệm làm Bộ trưởng Bộ Truyền thông của Vatican để kế nhiệm Đức ông Dario Eduardo Viganò đã từ chức. Bộ Truyền thông của Toà Thánh, còn được gọi là Segretaria per la comuninicazione hoặc Dicastero per la comunicazione, được Giáo hoàng Phanxicô thành lập vào năm 2015 bằng cách gộp 9 cơ quan thông tin của Vatican lại gồm có Đài Vatican, Trung Tâm Truyền Hình, Báo Quan sát viên Roma, Phòng báo chí Tòa Thánh, nhà in và nhà xuất bản Vatican, sở nhiếp ảnh... Với hơn 700 thành viên của các cơ quan gộp lại. Hiện Bộ Truyền thông đang có Tổng thư ký là Đức ôngLucio Adrian Ruiz. Trong Bộ Truyền thông có 6 Hồng y và 7 Giám mục là thành viên (giám mục chính tòa Giáo phận Mỹ Tho Phêrô Nguyễn Văn Khảm cũng đang là thành viên của bộ này). Đây là bộ lớn nhất giáo triều về số lượng nhân viên.
Paolo Ruffini là nhà báo, chuyên gia về truyền hình. Khả năng của ông trong lĩnh vực truyền thông được mọi người công nhận. Ông được đánh giá là tài năng và luôn lắng nghe, đánh giá cao mọi người và minh bạch. Khi nghe tin Paolo Ruffini được bổ nhiệm, có thông tin là các đồng nghiệp, phóng viên và kỹ thuật của đài Tv2000 đã khóc. Theo Paolo Ruffini việc bổ nhiệm này là chuyện bất ngờ nhất trong cuộc đời của ông.

## Gia đình
Cha của Paolo Ruffini là ông Attilio Ruffini- chính trị gia, một người theo chủ nghĩa chống phát xít, ông thuộc đảng Dân chủ Thiên chúa giáo. Chú của Paolo Ruffini là người gốc Mantua: Hồng y Ernesto Ruffini (1888-1967), nguyên Tổng giám mục giáo phận Palermo, miền nam nước Ý. Ông cũng là cháu của chính trị gia Enrico La Loggia.
Paolo Ruffini đã lập gia đình.

## Câu nói
Tại khóa họp khai mạc một hội nghị trực tuyến do Hiệp hội Báo chí Công giáo tổ chức vào ngày 30 tháng 6 năm 2020: 
| “ | ...Giáo hội (Công giáo) được xây dựng dựa trên sự khiêm nhường của Thánh Phêrô thì công việc của các nhà báo Công giáo cũng cần hướng đến sự khiêm nhường, tương trợ và môn đệ Kitô giáo... Nếu chúng ta có đức tin, chúng ta sẽ tìm thấy các nguồn lực. | ” |

## Tôn vinh
- Năm 1996, Paolo Ruffini đã được trao Giải thưởng Fregene lĩnh vực báo chí, vì tính khách quan trong các phân tích chính trị khi làm báo.
- Năm 1997, cùng với Ferruccio de Bortoli , Clemente Mimun và Giorgio Lago , Paolo Ruffini đã giành được Giải thưởng Folgarida về sự minh bạch trong báo chí.
- Năm 2001, Paolo Ruffini được trao Giải thưởng Ischia về báo chí.
- Ngày 27 tháng 10 năm 2011, ông được trao "Huân chương Công trạng Hiệp sĩ của Ý"[4]
- Ngày 30 tháng 12 năm 2016 ông được trao "Huân chương Công trạng của Ý"[4]